# Államok vezetőinek listája 1905-ben
Ezen az oldalon az 1905-ben fennálló államok vezetőinek névsora olvasható földrészek, majd országok szerinti bontásban.

## Európa
- Andorra (parlamentáris társhercegség)
  - Társhercegek
    - Francia társherceg – Émile Loubet (1899–1906), lista
    - Episzkopális társherceg – Joan Josep Laguarda i Fenollera (1902–1906), lista
- Belgium (monarchia)
  - Uralkodó – II. Lipót király (1865–1909)
  - Kormányfő – Paul de Smet de Naeyer (1899–1907), lista
- Dánia (monarchia)
  - Uralkodó – IX.Keresztély király (1863–1906)
  - Kormányfő – 
    1. Johan Henrik Deuntzer (1901–1905)
    2. Jens Christian Christensen (1905–1908), lista
- Egyesült Királyság (parlamentáris monarchia)
  - Uralkodó – VII. Eduárd Nagy-Britannia királya (1901–1910)
  - Kormányfő – 
    1. Arthur Balfour (1902–1905)
    2. Henry Campbell-Bannerman (1905–1908), lista
- Franciaország (köztársaság)
  - Államfő – Émile Loubet (1899–1906), lista
  - Kormányfő –
    1. Émile Combes (1902–1905)
    2. Maurice Rouvier (1905–1906), lista
- Görögország (monarchia)
  - Uralkodó – I. György király (1863–1913)
  - Kormányfő – 
    1. Theodorosz Diligiannisz (1904–1905)
    2. Dimitriosz Rallisz (1905)
    3. Jorgosz Theotokisz (1905–1909), lista
- Hollandia (monarchia)
  - Uralkodó – Vilma királynő (1890–1948)
  - Kormányfő – 
    1. Abraham Kuyper (1901–1905)
    2. Theo de Meester (1905–1908), lista
- Krétai Állam (autonómia)
  - Államfő – György görög királyi herceg (1898–1906)
- Liechtenstein (parlamentáris monarchia)
  - Uralkodó – II. János herceg (1859–1929)
- Luxemburg (monarchia)
  - Uralkodó – 
    1. Adolf nagyherceg (1890–1905)
    2. IV. Vilmos nagyherceg (1905–1912)

  - Kormányfő – Paul Eyschen (1888–1915), lista
- Monaco (monarchia)
  - Uralkodó – I. Albert herceg (1889–1922)
- Montenegró (monarchia)
  - Uralkodó – I. Miklós király (1860–1918)[1]
  - Kormányfő – 
    1. Božo Petrović (1879–1905)
    2. Lazar Mijušković (1905–1906), lista
- Német Császárság (monarchia)
  - Uralkodó – II. Vilmos császár (1888–1918)
  - Kancellár – Bernhard von Bülow (1900–1909), lista
- Norvégia (monarchia)
- Norvégia és Svédország 1905. október 26-ig perszonálunióban álltak
  - Uralkodó – 
    1. II. Oszkár király (1872–1905)
    2. VII. Haakon király (1905–1957)

  - Kormányfő – Peter Christian Hersleb Kjerschow Michelsen (1905–1907), lista
- Olasz Királyság (monarchia)
  - Uralkodó – III. Viktor Emánuel király (1900–1946)
  - Kormányfő – 
    1. Giovanni Giolitti (1903–1905)
    2. Tommaso Tittoni (1905)
    3. Alessandro Fortis (1905–1906), lista
- Orosz Birodalom (monarchia)
  - Uralkodó – II. Miklós cár (1894–1917)
  - Kormányfő – Szergej Witte (1903–1906)
- Osztrák–Magyar Monarchia (monarchia)
  - Uralkodó – I. Ferenc József király (1848–1916)
  - Kormányfő –
    - Osztrák Császárság – Paul Gautsch von Frankenthurn (1904–1906), lista
    - Magyar Királyság – 
      1. Tisza István (1903–1905)
      2. Fejérváry Géza (1905–1906), lista
- Pápai állam (abszolút monarchia)
  - Uralkodó – X. Piusz pápa (1903–1914)
- Portugália (monarchia)
  - Uralkodó – I. Károly király (1889–1908)
  - Kormányfő – José Luciano de Castro (1904–1906), lista
- Román Királyság (monarchia)
  - Uralkodó – I. Károly király (1866–1914)
  - Kormányfő – Dimitrie Sturdza (1901–1906), lista
- San Marino (köztársaság)
  - San Marino régenskapitányai:
    1. Luigi Tonnini és Gustavo Babboni (1904–1905)
    2. Antonio Bellucci és Pasquale Busignani (1905)
    3. Onofrio Fattori és Piermatteo Carattoni (1905–1906), régenskapitányok
- Spanyolország (monarchia)
  - Uralkodó – XIII. Alfonz király (1886–1931)
  - Kormányfő – 
    1. Marcelo Azcárraga Palmero (1904–1905)
    2. Raimundo Fernández-Villaverde (1905)
    3. Eugenio Montero Ríos (1905)
    4. Segismundo Moret (1905–1906), lista
- Svájc (konföderáció)
  - Szövetségi Tanács:[2]
  - Adolf Deucher (1883–1912), Josef Zemp (1891–1908), Eduard Müller (1895–1919), Ernst Brenner (1897–1911), Robert Comtesse (1899–1912), Marc-Émile Ruchet (1899–1912), elnök, Ludwig Forrer (1902–1917)
- Svédország (parlamentáris monarchia)
- Norvégia és Svédország 1905. október 26-ig perszonálunióban álltak
  - Uralkodó – II. Oszkár király (1872–1907)
  - Kormányfő – 
    1. Erik Gustaf Boström (1902–1905)
    2. Johan Ramstedt (1905)
    3. Christian Lundeberg (1905)
    4. Karl Staaff (1905–1906), lista
- Szerbia (monarchia)
  - Uralkodó – I. Péter király (1903–1921)[3]
  - Kormányfő – 
    1. Nikola Pašić (1904–1905)
    2. Ljubomir Stojanović (1905–1906), miniszterelnök

## Afrika
- Dervis Állam (el nem ismert állam)
  - Uralkodó – Mohammed Abdullah Hassan (1896–1920)
- Etiópia (monarchia)
  - Uralkodó – II. Menelik császár (1889–1913)
- Kongói Szabadállam
  - Uralkodó – II. Lipót király (1885–1909)
- Libéria (köztársaság)
  - Államfő – Arthur Barclay (1904–1912), lista
- Marokkó (monarchia)
  - Uralkodó – Abd al-Azíz (1894–1908), szultán
- Vadai Birodalom (monarchia)
  - Uralkodó – Muhammad Daúd Murra kolak (1901–1909)

## Dél-Amerika
- Argentína (köztársaság)
  - Államfő – Manuel Quintana (1904–1906), lista
- Bolívia (köztársaság)
  - Államfő – Ismael Montes (1904–1909), lista
- Brazília (köztársaság)
  - Államfő – Rodrigues Alves (1902–1906), lista
- Chile (köztársaság)
  - Államfő – Germán Riesco (1901–1906), lista
- Ecuador (köztársaság)
  - Államfő – 
    1. Leónidas Plaza (1901–1905)
    2. Lizardo García (1905–1906), lista
- Kolumbia (köztársaság)
  - Államfő – Rafael Reyes (1904–1909), lista
- Paraguay (köztársaság)
  - Államfő – 
    1. Juan Bautista Gaona (1904–1905)
    2. Cecilio Báez (1905–1906), lista
- Peru (köztársaság)
  - Államfő – José Pardo y Barreda (1904–1908), lista
- Uruguay (köztársaság)
  - Államfő – José Batlle y Ordóñez (1903–1907), lista
- Venezuela (köztársaság)
  - Államfő – Cipriano Castro (1899–1908), lista

## Észak- és Közép-Amerika
- Amerikai Egyesült Államok (köztársaság)
  - Államfő – Theodore Roosevelt (1901–1909), lista
- Costa Rica (köztársaság)
  - Államfő – Ascensión Esquivel Ibarra (1902–1906), lista
- Dominikai Köztársaság (köztársaság)
  - Államfő – 
    1. Carlos Morales Languasco (1903–1905)
    2. Ramón Cáceres (1905–1911), lista
- Salvador (köztársaság)
  - Államfő – Pedro José Escalón (1903–1907), lista
- Guatemala (köztársaság)
  - Államfő – Manuel Estrada Cabrera (1898–1920), lista
- Haiti (köztársaság)
  - Államfő – Pierre Nord Alexis (1902–1908), lista
- Honduras (köztársaság)
  - Államfő – Manuel Bonilla (1903–1907), lista
- Kanada (parlamentáris monarchia)
  - Uralkodó – VII. Eduárd király (1901–1910)
  - Főkormányzó – Albert Grey (1904–1911), lista
  - Kormányfő – Wilfrid Laurier (1896–1911), lista
- Kuba (köztársaság)
  - Államfő – Tomás Estrada Palma (1902–1906), lista
- Mexikó (köztársaság)
  - Államfő – Porfirio Díaz (1884–1911), lista
- Nicaragua (köztársaság)
  - Államfő – José Santos Zelaya (1893–1909), lista
- Panama (köztársaság)
  - Államfő – Manuel Amador Guerrero (1904–1908), lista

## Ázsia
- Afganisztán (monarchia)
  - Uralkodó – Habibullah Kán emír (1901–1919)
- Bhután (monarchia)
  - Uralkodó –
    1. Csoli Jese Ngodub druk deszi, (1903–1905)
    2. Állami tanács (1905–1907)
- Buhara
  - Uralkodó – ’Abd al-Ahad kán (1885–1911)
- Dzsebel Sammar (monarchia)
  - Uralkodó – Abdul-Aziz bin Mithab (1897–1906), Dzsebel Sammar emírje
- Hiva
  - Uralkodó – II. Muhammad Rahím Bahadúr kán (1864–1910)
- Japán (császárság)
  - Uralkodó – Mucuhito császár (1867–1912)
  - Kormányfő – Kacura Taró (1901–1906), lista
- Kína
  - Uralkodó – Kuang-hszü császár (1875–1908)
  - Kormányfő – Ji Kuang (1903–1911), lista
- Koreai Császárság (monarchia)
  - Uralkodó – Kodzsong császár (1897–1907)
  - Kormányfő – 
    1. Han Kju-szeol (1905)
    2. Pak Cseszon (1905–1907), lista
- Maszkat és Omán (abszolút monarchia)
  - Uralkodó – Fejszál szultán (1888–1913)
- Nedzsd és Hasza Emírség (monarchia)
  - Uralkodó – Abdul-Aziz emír (1902–1953)[4]
- Nepál (alkotmányos monarchia)
  - Uralkodó – Prithvi király (1881–1911)
  - Kormányfő – Csandra Samser Dzsang Bahadur Rana (1901–1929), lista
- Oszmán Birodalom (monarchia)
  - Uralkodó – II. Abdul-Hamid szultán (1876–1909)
  - Kormányfő – Mehmed Ferid Pasa, nagyvezír (1903–1908), lista
- Perzsia (monarchia)
  - Uralkodó – Mozaffar ad-Din sah (1896–1907)
- Sziám (parlamentáris monarchia)
  - Uralkodó – Csulalongkorn király (1868–1910)
- Tagalog Köztársaság (köztársaság)
  - Államfő – Macario Sakay (1902–1906), elnök

## Óceánia
- Ausztrália (parlamentáris monarchia)
  - Uralkodó – VII. Eduárd Ausztrália királya (1901–1910)
  - Főkormányzó – Henry Northcote (1904–1908), lista
  - Kormányfő –
    1. George Reid (1904–1905)
    2. Alfred Deakin (1905–1908), lista